# Adolf Könsen
Adolf Könsen (* 2. Februar 1916 in Bremen-Mahndorf; † 2000 in Bremen) war ein deutscher Ortsamtsleiter und Politiker (SPD) in Bremen. Er war Mitglied der Bremischen Bürgerschaft.

## Biografie

### Ausbildung und Beruf
Könsen war zunächst als Angestellter in Bremen tätig. 1960 wurde er zum hauptamtlichen Leiter des Ortsamtes von Horn-Lehe gewählt. Am 28. Februar 1979 trat er in den Ruhestand. In seine Zeit als Ortsamtleiter wurde der Stadtteil durch Maßnahme wie der Bau vieler Reihenhaussiedlungen, das Horner Bad sowie diverser Schulen und Sozialeinrichtungen geprägt.

### Politik
Könsen war Mitglied im SPD-Ortsverein Neue Vahr in Bremen und 1961 Vorsitzender vom SPD-Ortsverein Neue Vahr Nord.
Er war von 1955 bis 1967 Mitglied in der Bremischen Bürgerschaft und wirkte in verschiedenen Deputationen und Ausschüssen der Bürgerschaft. Da er Ortsamtleiter bleiben wollte, konnte er ab 1967 wegen der dann geltenden Regelung der Unvereinbarkeit von Amt und Bürgerschaftsmandat nicht wieder zum Mitglied der Bürgerschaft gewählt werden.